# San Miguel de Huachi
San Miguel de Huachi ist eine Ortschaft im Departamento La Paz im südamerikanischen Andenstaat Bolivien.

## Lage im Nahraum
San Miguel de Huachi ist der drittgrößte Ort im Municipio Palos Blancos in der Provinz Sud Yungas und liegt am rechten Ufer des Río Beni gegenüber der Mündung des Río Boopi.

## Geographie
San Miguel de Huachi liegt in den bolivianischen Yungas auf einer Höhe von 475 m östlich der Anden-Gebirgskette der Cordillera Real, zwischen der Cordillera de Cocapata und der Voranden-Kette Sierra de Marimonos.
Die Jahresdurchschnittstemperatur der Region liegt bei gut 26 °C (siehe Klimadiagramm Covendo), die Monatsdurchschnittswerte schwanken nur unwesentlich zwischen 24 °C im Juni/Juli und 28 °C in den Sommermonaten Oktober bis März. Der Jahresniederschlag beträgt fast 1600 mm, die Monatsniederschläge liegen unter 50 mm in den ariden Monaten Juni und Juli und bei mehr als 200 mm von Dezember bis Februar.

## Verkehrsnetz
San Miguel de Huachi liegt in einer Entfernung von 257 Straßenkilometern nordöstlich von La Paz, der Hauptstadt des gleichnamigen Departamentos.
Von La Paz führt die Nationalstraße Ruta 3 über Coroico und Caranavi in nordöstlicher Richtung bis zur Brücke über den Río Beni, von dort 15 Kilometer weiter flussaufwärts bis Palos Blancos und weitere 18 Kilometer flussaufwärts bis San Miguel de Huachi und weiter über Tucupi nach Covendo.

## Bevölkerung
Die Einwohnerzahl des Ortes ist im vergangenen Jahrzehnt um ein Drittel zurückgegangen:
| Jahr | Einwohner         | Quelle       |
| ---- | ----------------- | ------------ |
| 1992 | keine Detaildaten | Volkszählung |
| 2001 | 719               | Volkszählung |
| 2012 | 505               | Volkszählung |
| 2024 |                   | Volkszählung |